# Don Boven
Donald E. Boven, detto Don (Kalamazoo, 6 marzo 1925 – Kalamazoo, 10 marzo 2011), è stato un cestista e allenatore di pallacanestro statunitense, professionista nella NBA e nella NPBL.

## Carriera
Venne selezionato dagli Indianapolis Jets al Draft BAA 1949.

## Palmarès
- All-NPBL First Team (1951)
- Miglior marcatore NPBL (1951)